# Corophium
Genre
Corophium est un genre de petits crustacés amphipodes de la famille des Corophiidae. Ses espèces forment des populations parfois très denses dans les vases et les sables littoraux.

## Liste des espèces
Selon World Register of Marine Species (2 janvier 2021) :
- Corophium arenarium Crawford, 1937
- Corophium bicaudatus Linnaeus, 1761
- Corophium colo Lowry, 2004
- Corophium denticulatum Ren, 1995
- Corophium laevicorne Sowinsky, 1880
- Corophium linearis Pennant, 1777
- Corophium longicornis J.C. Fabricius, 1779
- Corophium multisetosum Stock, 1952
- Corophium orientale Schellenberg, 1928
- Corophium urdaibaiense Marquiegui & Perez, 2006
- Corophium volutator (Pallas, 1766)